# Tobias Udier
Tobias Udier (* 21. Juli 1911 in Donawitz; † 16. September 1985 in Graz) war ein österreichischer Politiker der ÖVP.

## Leben und Karriere
Tobias Udier wurde 1911 als Sohn eines Bergarbeiters im damals noch eigenständigen Donawitz geboren. Er studierte an der Montanistischen Hochschule in Leoben und war bei der Alpine Montangesellschaft in Eisenerz beschäftigt. Am 28. Dezember 1945 wurde er als Vertreter des ÖAAB in die Steiermärkische Landesregierung berufen, der er bis zum 31. Mai 1963 als Landeshauptmann-Stellvertreter angehörte. Udier war langjähriger Kulturreferent der Landesregierung. 
1948 war er als Nachfolger von Landeshauptmann Anton Pirchegger im Gespräch, unterlag aber in einer internen Abstimmung gegen Josef Krainer senior. 
Udier war Mitglied der katholischen Studentenverbindungen K.Ö.St.V. Glückauf Leoben und K.Ö.H.V. Carolina Graz, beide im ÖCV.